# Jerome (Arizona)
Jerome ist eine Stadt im Yavapai County im US-Bundesstaat Arizona.  Das U.S. Census Bureau hat bei der Volkszählung 2020 eine Einwohnerzahl von 464 ermittelt. Jerome hat eine Fläche von 1,8 km².

## Geographie
Die Stadt wird von der Arizona State Route 89 tangiert und liegt ca. zwei Autostunden nördlich von Phoenix. In Jerome liegt der Jerome State Historic Park.

## Namensgeber
Jerome wurde am 8. März 1898 urkundlich eingetragen und nach Eugene Murray Jerome benannt, einem New Yorker Richter und Investor, der die Rechte an den Minen besaß, die er ab 1883 ausbeuten ließ. Jerome war ein Cousin von Jennie Churchill und steht damit in einem engen Verwandtschaftsverhältnis zu Winston Churchill, dem späteren Premierminister von England.

## Geschichte

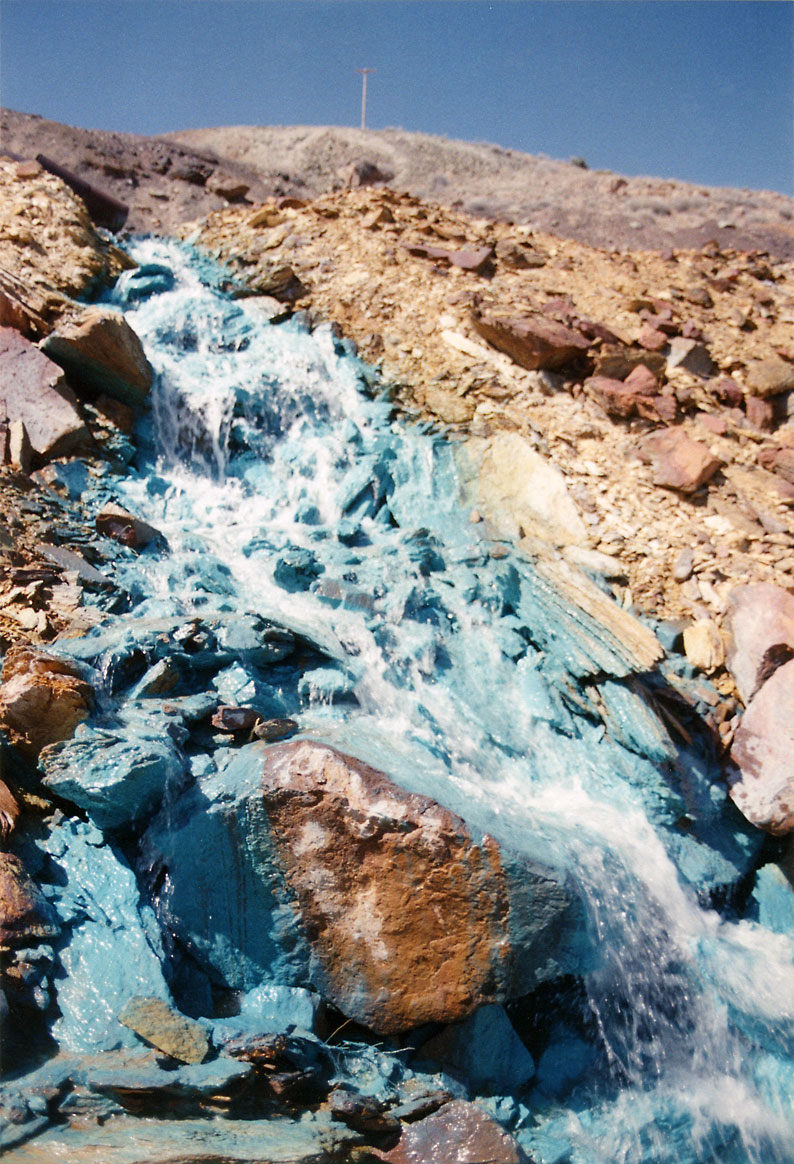
Türkisblauer Bach in Jerome

Jerome war ein kleiner Grabungsort der ansässigen Yavapai. Die Spanier waren die ersten Europäer, die 1582/83 das Verde-Tal erforschten. Antonio de Espejo und eine Truppe von Konquistadoren kamen durch das Gebiet, um nach „El Cibola“ (die mystischen sieben Städte des Goldes) zu suchen. Einheimische zeigten ihnen eine Stelle, wo sie Kupfer für ihren Schmuck gewannen, welche später als Cleopatra Hill (Kleopatra Hügel) bekannt wurde.
1598 waren goldsuchende Spanier geführt durch „Marcos Farfan de Los Godos“ in der Gegend. 22 Jahre später besichtigten sogar Jesuitenpriester die Gruben. 1720 kamen die Spanier wieder zurück. Sie bearbeiteten die Gruben für einige Jahre, bis sie durch Indianer vertrieben wurden. Ihre Stollen und Werkzeuge wurden ein Jahrhundert später von den amerikanischen Prospektoren gefunden.
1863 wurde in der Nähe von Prescott Gold entdeckt, das Land wurde daraufhin von amerikanischen Goldsuchern und Bergleuten überschwemmt. Blutige Kämpfe und Massaker waren die Folge und dauerten so lange, bis General George Crook die Yavapai im Winter 1872/1873 unterwarf. Die Yavapai wurde zum Camp-Verde-Reservat und später zum San-Carlos-Reservat umgesiedelt.
1875 durchstreifte der berühmte Armeescout Al Sieber das Verde-Tal auf seinen Erkundungsritten. Als er die alten Gruben auf der Seite des Kleopatra-Hügels in den Mingus Mountains sah, erkannte er, dass sie Potenzial hätten und ließ 1876 seinen Anspruch (Claim) eintragen. Es dauerte nicht lange bis andere Schatzsucher seiner Route folgten. Angus McKinnon und M.A. Ruffner fixierten ihre Claims kurz danach. Eine weitere Schatzsucherin war Nora „Butter“ Brown, eine unternehmungslustige Frau, die in Jerome das erste Bordell eröffnete.
1883 kauften Agenten im Namen von Eugene Murray Jerome den drei Entdeckern ihre Rechte an den Claims für 15.500 Dollar ab. Der spätere Senator von Montana, William A. Clark pachtete 1888 die Abbaurechte, ein Jahr später kaufte er den Claim komplett auf und gründete die United Verde Copper Company. Die United Verde Mine produzierte schließlich über eine Milliarde Dollar in Kupfer, Gold und Silber.

## Little Daisy Mine
Im Jahre 1912/1913 gründete „Rawhide“ Jimmy Douglas, als neuer Minenkönig die Little Daisy Mine.

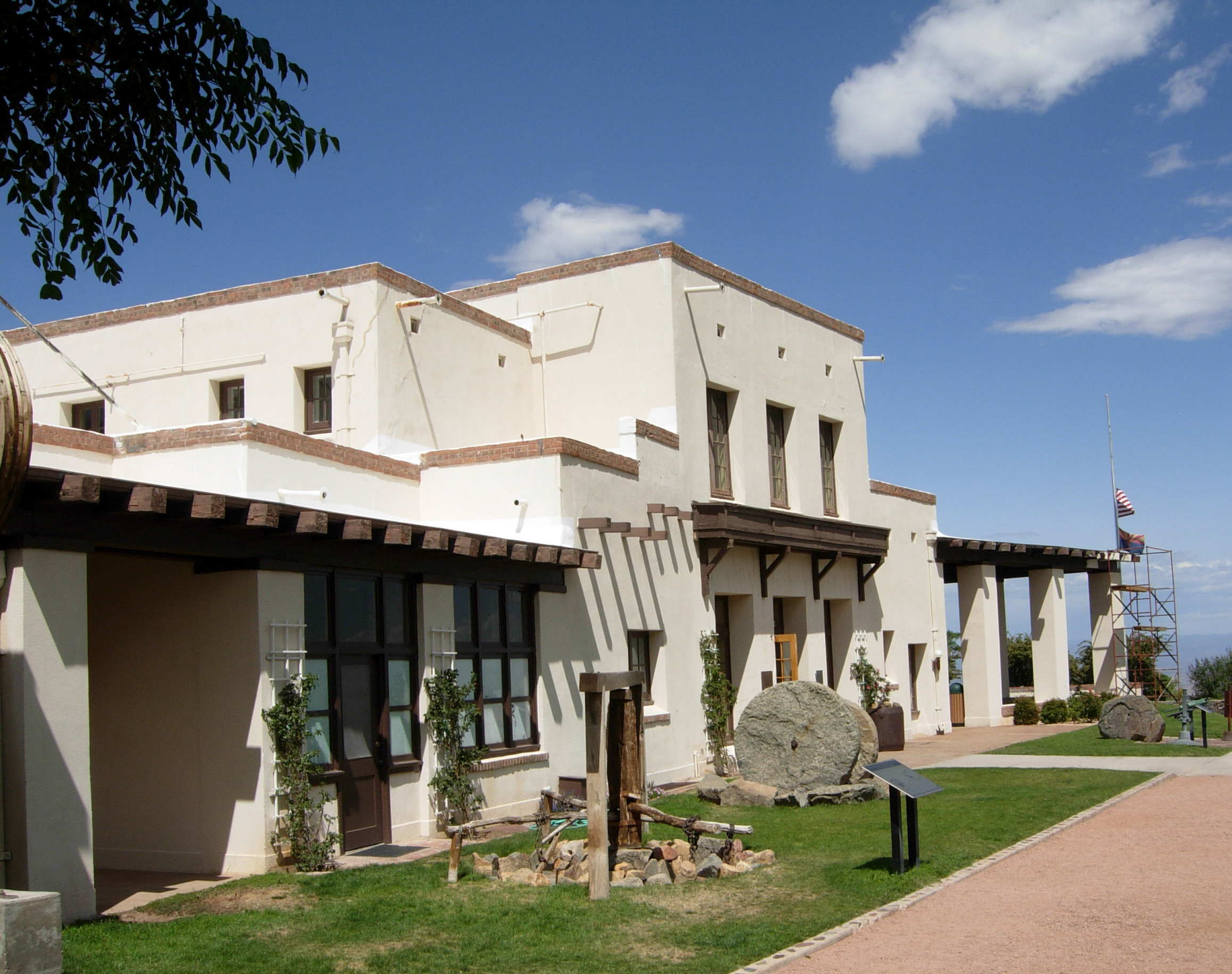
Die Douglas Mansion in Jerome

Douglas baute sich 1916 für seine Familie eine riesige Mansion und ein Hotel (Little Daisy Hotel), um auch wohlhabende Investoren und Kunden zu beherbergen. Die Mansion wurde ein Teil des Jerome State Historic Parks.
Durch den Bergbau kam es aber zu unzähligen Bergrutschen. 1918 zerstörte ein Feuer 22 Meilen Minenschächte. Danach versuchte man mit Dynamit die Minenschächte wieder frei zu setzen. Durch die Explosionen gab es häufig kleine Erdbeben. 

Der höchste Punkt des Kupferabbaus und der Gewinne war im Jahr 1929 erreicht. Als der Kupferpreis 1935 auf fünf Cent pro Pfund gefallen war, kaufte Phelps Dodge die Mine für 21 Millionen Dollar auf. Nur drei Jahre später (1938) wurde die Little Daisy Mine (als zweite Hauptmine) durch die zurückgehenden Gewinne und auch als Folge der großen Depression geschlossen.
Doch 1953 schloss die letzte Kupfermine in Jerome, die Phelps Dodge Mine. Ende der 1950er Jahre lebten noch etwa 50 Einwohner in der ehemals so großen Stadt. In ihrer Blütezeit 1929 besaß Jerome eine Bevölkerung von 15.000 Einwohnern, ein Krankenhaus, eine Schule, eine Highschool, ein Clubhaus, über 12 Bordelle und fast 100 Saloons.

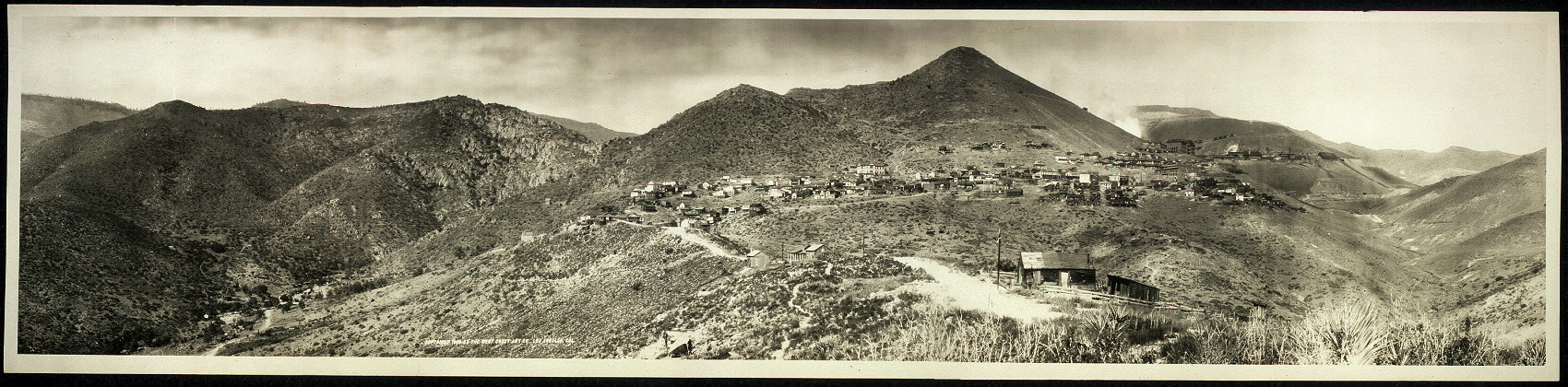
Jerome um 1909

## Nationalpark
Die Mine und ihr Umfeld wurde als Jerome State Historic Park unter Schutz gestellt. In den 1970er Jahren kamen Künstler, im nächsten Jahrzehnt Touristen in das Gebiet. 2009 wurde der Park aus Kostengründen geschlossen, obwohl er rund 7 Millionen Dollar pro Jahr einbrachte.